# Viorel Iordăchescu

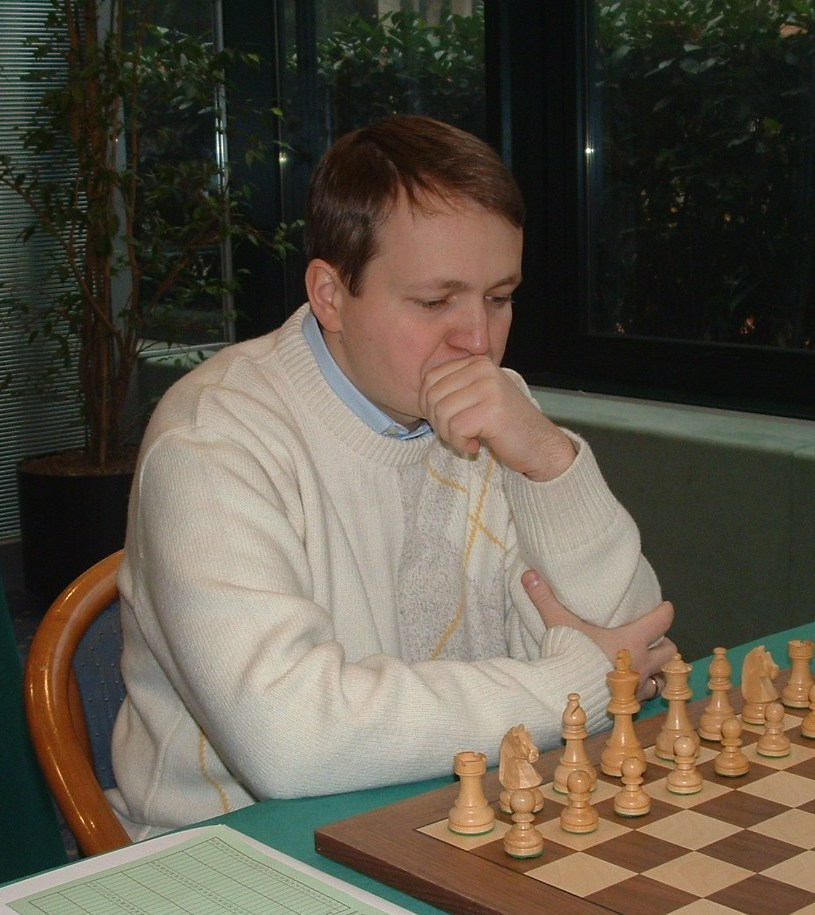
Viorel Iordăchescu in 2006

Viorel Iordăchescu (Chisinau, 20 april 1977) is een Moldavisch schaker. Hij is sinds 1999 een grootmeester.  
In 2000 en in 2004 nam Iordăchescu deel aan het door de FIDE georganiseerde Wereldkampioenschap schaken. In 2002 werd hij derde in de C-groep van het Corus-toernooi in Wijk aan Zee. Van 6 t/m 13 augustus 2005 werd hij in het Hogeschool Zeeland schaaktoernooi te Vlissingen gedeeld 1e-6e, samen met Reiner Odendahl, Erwin l'Ami, Daniël Stellwagen, Susanto Megaranto en Friso Nijboer met 7.5 punt uit negen ronden; hij eindigde na de tie-break op de tweede plaats. Het toernooi werd gewonnen door Friso Nijboer. Iordăchescu won het Reggio Emilia toernooi in 2006/07.
In 2009 werd hij gedeeld 2e–4e, met Aleksej Korotilev en Sergei Tiviakov, bij het Moskou Open en won hij het 13e Open Internationale Kampioenschap van Beieren in Bad Wiessee, na tie-break met Vitaly Kunin, Abhijeet Gupta en Gerald Hertneck. In 2010 eindigde Iordăchescu in het 12e Dubai Open gedeeld 1e–8e met Sergej Volkov, Hrant Melkumyan, Eduardo Iturrizaga, Gadir Guseinov, David Arutinian, Aleksej Aleksandrov en Tornike Sanikidze. In 2011 speelde hij in het toernooi om de Wereldbeker Schaken, waar hij in de eerste ronde werd uitgeschakeld door Sébastien Feller. In 2012 won Iordăchescu het Nakhchivan Open toernooi, na tie-break tegen Sergei Zhigalko en Eltaj Safarli. Iordăchescu speelde in het toernooi om de Wereldbeker Schaken 2015, waarbij hij in ronde 1 verloor van Yu Yangyi. Ook in 2015 kreeg hij de titel FIDE Senior Trainer. In 2016 won hij het kampioenschap van  Moldavië.
Iordăchescu speelde voor het Moldavische team in de Schaakolympiades van 1994, 1996, 1998, 2000, 2002, 2004, 2006, 2008, 2010, 2012, 2016 en 2018. 

## Externe koppelingen
- (en)   Informatie over schaakpartijen van Viorel Iordăchescu op ChessGames.com
- (en)   Informatie over schaakpartijen van Viorel Iordăchescu op 365chess.com
- (en)  FIDE-ratinggegevens voor Viorel Iordăchescu